# دهول خرد
دهول خرد (به انگلیسی: Dhool Khurd) یک روستا در پاکستان است که در گوجرانواله واقع شده‌است.